# Крылов, Владимир Васильевич (офицер)
Влади́мир Васи́льевич Кры́лов (1830 — апрель 1885) — русский офицер; военный министр Болгарии (1881—1882).

## Биография
Происходил из дворян Вятской губернии.
В 1843—1865 годах служил в Санкт-Петербургском гренадерском полку (первоначальное звание — подпрапорщик). В 1853 году, будучи прикомандированным к Томскому егерскому полку, участвовал в боях Крымской войны — на Дунае, затем в обороне Севастополя.
В чине майора принимал участие в усмирении польского мятежа.
В 1869—1881 годах — командир 24-го пехотного Симбирского полка, с которым участвовал в русско-турецкой войне 1877—1878 годов.
В апреле 1881 года уволен с военной службы с производством в генерал-майоры (21.04.1881). В 1881—1882 годах — военный министр Княжества Болгария. По его инициативе Национальным Собранием были приняты «Постановление о приёме в войска волноопределяющихся» и «Общие положения для курсантов и выпускников военной школы».
Выйдя в отставку по болезни, был вновь зачислен в российскую армию, командовал 1-й бригадой 19-й пехотной дивизии.